# 王應時 (嘉靖進士)
王應時（1518年—？），字懋行，福建福州府永福縣民籍，侯官縣人，明朝政治人物。

## 生平
嘉靖二十五年（1546年）丙午科福建鄉試第五名舉人，二十九年（1550年）中式庚戌科會試第五名，二甲第八十九名進士。歷官至江西按察司九江道佥事，因剿寇重伤被执，置之营中，数日赎还。四十年七月升浙江左參政，仍分守九江道。官至雲南按察使。

## 家族
曾祖王亶；祖父王諤；父王容，壽官。母陳氏。严侍下。從兄王應鍾（監察御史）。